# ベイスンホッピング法

ベイスンホッピングにより、13原子レナード・ジョーンズクラスターの正二十面体型最安定構造がみつかる様子

応用数学において、ベイスンホッピング法（英: Basin-hopping method）とは座標にランダムな摂動を加えたのち、局所最適化をほどこし、得られた座標を最適化された関数値にもとづいて採択・棄却するステップを繰り返す大域最適化手法である。1997年、David J. Walesおよび Jonathan Doyeにより記述された。分子の最低エネルギー構造探索のような、高次元空間上の最適化問題においてとくに有用である。 Li・Scheragaにより提案されたモンテカルロ最適化から着想を得ている。